# Pholcipes bifurcochelis
Pholcipes bifurcochelis is een spinnensoort in de taxonomische indeling van de strekspinnen.
Het dier behoort tot het geslacht Pholcipes. De wetenschappelijke naam van de soort werd voor het eerst geldig gepubliceerd in 1993 door Schmidt & Krause.